# Tušnica
Tušnica är en bergskedja i Bosnien och Hercegovina.   Den ligger i entiteten Federationen Bosnien och Hercegovina, i den sydvästra delen av landet, 100 km väster om huvudstaden Sarajevo.
Tušnica sträcker sig 11,8 km i sydvästlig-nordostlig riktning. Den högsta toppen är Vitrenik, 1 693 meter över havet.
Topografiskt ingår följande toppar i Tušnica:
- Begića Kosa
- Crnovrh
- Gubovača
- Gvozd
- Ivovik
- Jelovača
- Kolino
- Kovač Planina
- Mali Višegrad
- Orlokuk
- Orlovac
- Oštrulj
- Oštruljak
- Pleća
- Razdorje
- Risovača
- Točilo
- Veliki Ošljar
- Velji Višegrad
- Vitrenik
- Vitrenjak
- Vršine

Trakten runt Tušnica består till största delen av jordbruksmark. Runt Tušnica är det ganska tätbefolkat, med 93 invånare per kvadratkilometer.